# Krisztián Vermes
Krisztián Vermes (Boedapest, 7 juli 1985) is een Hongaarse voetballer die sinds 2014 onder contract staat bij Mezőkövesd-Zsóry SE, en die één seizoen bij Sparta Rotterdam heeft gespeeld.
Vermes kan als rechtsback, centrale verdediger en als verdedigende middenvelder uit de voeten. Hij was tevens Hongaars international, en maakte zijn debuut op 15 december 2005 in een oefenwedstrijd tegen Mexico.

## Clubstatistieken
| Seizoen   | Club             | Duels | Goals | Competitie     |
| --------- | ---------------- | ----- | ----- | -------------- |
| 2004/2005 | Újpest FC        | 13    | 0     | Labdarúgó Liga |
| 2005/2006 | Újpest FC        | 24    | 2     | Labdarúgó Liga |
| 2006/2007 | Újpest FC        | 28    | 1     | Labdarúgó Liga |
| 2007/2008 | Újpest FC        | 21    | 0     | Labdarúgó Liga |
| 2008/2009 | Sparta Rotterdam | 32    | 0     | Eredivisie     |
| 2009/2010 | Újpest FC        | 28    | 1     | Labdarúgó Liga |
| 2010/2011 | Újpest FC        | 16    | 0     | Labdarúgó Liga |
| 2011/2012 | Újpest FC        | 1     | 0     | Labdarúgó Liga |
| 2012/2013 | Újpest FC        | 23    | 1     | Labdarúgó Liga |
| 2013/2014 | Újpest FC        | 6     | 0     | Labdarúgó Liga |
| 2013/2014 | Mezőkövesd-Zsóry | 3     | 0     | Labdarúgó Liga |